# Giorgi Kavlashvili
Giorgi Kavlashvili (24 januari 2007) is een Belgisch-Georgisch voetballer die als doelman speelt. Sinds 2024 komt hij uit voor Union Sint-Gillis.
Kavlashvili werd in België geboren in een Georgisch migrantengezin. De doelman speelde voor de jeugdteams van Antwerp en Westerlo, vooraleer hij in 2024 naar Union vertrok. Op 21 maart 2025 tekende Kavlashvili bij de Brusselse club zijn eerste profcontract tot 2028. Hij is Georgisch jeugdinternational.